# جون ستوكر
جون ستوكر (بالإنجليزية: John Stalker)‏ هو لاعب كرة قدم بريطاني في مركز الهجوم، ولد في 12 مارس 1959 في ماسلبره في المملكة المتحدة. لعب مع ليستر سيتي ونادي إيست فيف ونادي دارلنجتون ونادي ليفينغستون ونادي هارتلبول يونايتد.